# John Restrepo
John Javier Restrepo (Medellín, 22 agosto 1977) è un ex calciatore colombiano, di ruolo centrocampista.